# 7779 Susanring
7779 Susanring este un asteroid din centura principală de asteroizi.

## Descriere
7779 Susanring este un asteroid din centura principală de asteroizi. A fost descoperit pe 19 mai 1993 la Observatorul Palomar de Jack B. Child. Asteroidul prezintă o orbită caracterizată de o semiaxă mare de 2,35 ua, o excentricitate de 0,22 și o înclinație de 25,6° în raport cu ecliptica.